# Liberati
Liberati var ett politiskt nätverk som fanns mellan augusti 2008 och september 2010. Det grundades av bland andra Alexander Bard och Camilla Lindberg. Nätverket startades för att samla liberala krafter inom främst Folkpartiet Liberalerna till motstånd mot den så kallade FRA-lagen. Liberati hade en nära koppling till Folkpartiet Liberalerna men medlemskap i partiet var inte nödvändigt för att delta i nätverket som i februari 2010 omfattade cirka 800 medlemmar[källa behövs]. Liksom sin systerorganisation Stureplanscentern arbetade Liberati för en sammanslagning på sikt av de bägge liberala riksdagspartierna Folkpartiet Liberalerna och Centerpartiet, ett projekt som drivs under projektnamnet Liberaldemokraterna på bland annat Facebook. Som nu har tagits över av halva nätverket med mål att bilda ett nytt liberalt parti under just namnet Liberaldemokraterna.
Liberati bekände sig till en ideologi som de kallar pragmatisk liberalism där de ansåg sig förena det filosofiska arvet från pragmatismen med liberalismen. Nätverket gjorde sig kända som uttalade motståndare till den kontroversiella sexköpslagen samt som pådrivare för en narkotikapolitik byggd på principen om skademinimering. Alexander Bard brukade lite skämtsamt sagt säga att "Liberati ligger med folkpartiet, men vi har inte gift oss."[källa behövs]
| ”                    | Vi står nära Folkpartiet. Några av oss är medlemmar, andra inte, men ingen av oss är medlem i något annat parti. Vår roll är att uppdatera positionerna på en rad områden där Folkpartiet har blivit otidsenligt och skyttegravsgrävande. | „ |
| – Liberatis webbsida | |   |

Den 26 september 2010 annonserades det på nätverkets hemsida att nätverket läggs ner.